# كيتشي أوكاموتو
كيتشي أوكاموتو (باليابانية: 岡本帰一؛ بالكانا: おかもと きいち) هو رسام وفنان ورسام توضيحي ياباني، ولد في 12 يونيو 1888 في هيوغو في اليابان، وتوفي في 29 ديسمبر 1930 في محافظة طوكيو ‏ في اليابان بسبب حمى التيفوئيد.

## معرض صور

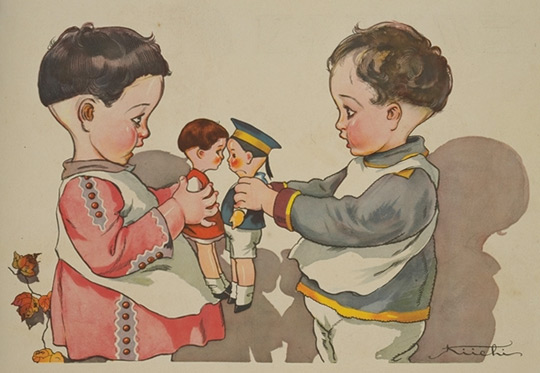
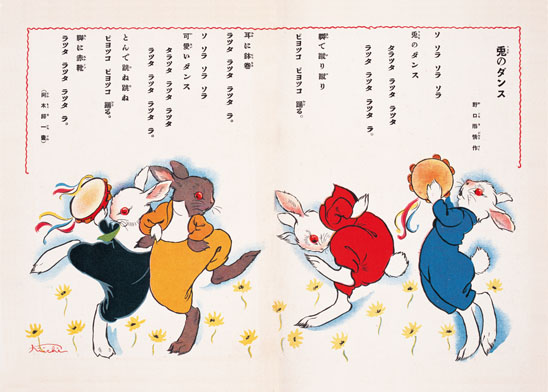
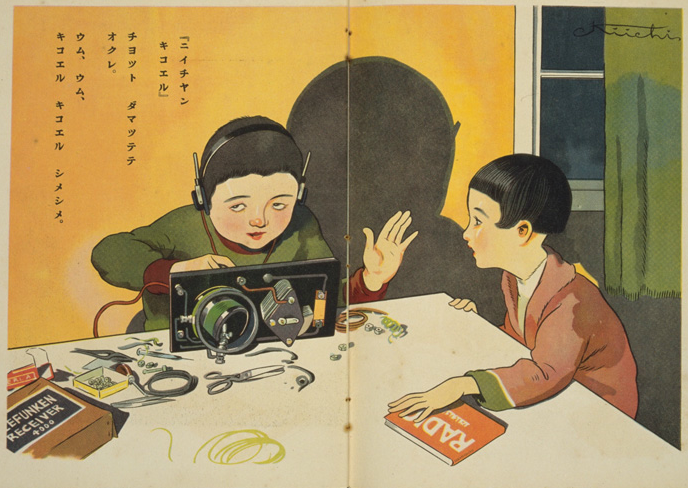
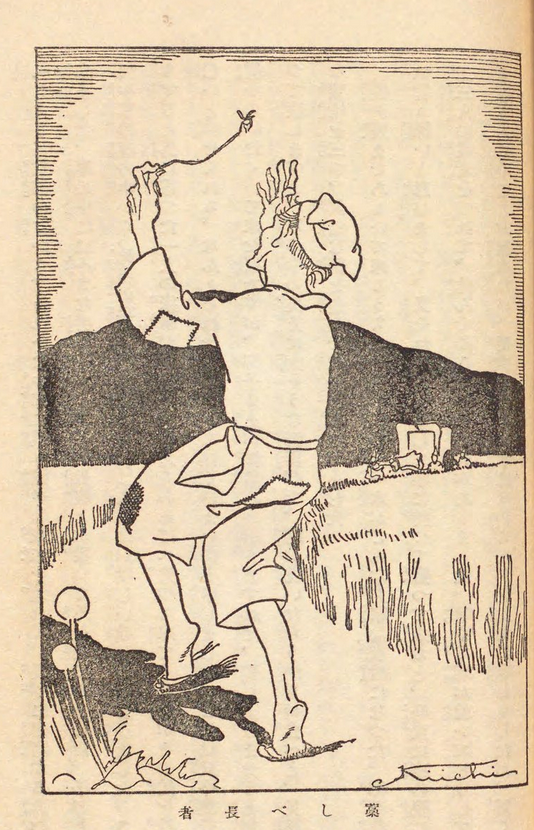